# Суперкубок Андорри з футболу 2003
Суперкубок Андорри з футболу 2003 — 1-й розіграш турніру. Матч відбувся 14 вересня 2003 року між чемпіоном і володарем кубка Андорри клубом Санта-Колома та фіналістом кубка Андорри клубом Сан-Жулія. 
| Володар Суперкубка Андорри 2003 |
| ------------------------------- |
| logo                            |
| Санта-Колома Перший титул       |

## Матч

### Деталі
| 14 вересня 2003 |

| Санта-Колома      | 3:2 дч   | Сан-Жулія                   |
| ----------------- | -------- | --------------------------- |
| Волкер А.Феррейра | Протокол | Сержіо Рока Герард Родрігес |

| Комуналь д'Айшовалль, Айшовалль |